# 물고기
물고기 또는 어류(魚類)는 척추동물아문에 속하는 동물의 하나다. 또한 척추동물 중에서 네발동물은 제외된다. 대체적으로 물 속에 살며 아가미로 호흡하며 지느러미로 움직이고 몸 표면이 비늘로 덮여 있는 냉혈동물로 주위 온도에 영향을 받는다.
또한 물고기는 지구상의 여러 수생 환경에서 분포하며, 그 서식지는 열대지방에서 극권, 내륙의 담수 지역에서 해수 지역, 또한 해양의 표층에서 깊은 바다에까지 이르는 등 다양하다. 어류 전체의 종 수는 25,000~31,000 정도이며, 이는 척추동물 전체의 과반수에 해당한다.
대한민국에서는 생선이라고 불리기도 하는데 이는 보통 음식으로 분류된 이름이다. 상업적이고 자급자족을 하는 어부들은 생선을 야생에서 직접 잡든지, 아니면 호수나 바다의 우리에서 길러낸다. 오락으로 낚시광들에게 많이 잡히며, 물고기 애호가들은 잡아서 키우기도 한다. 여러 세기에 걸쳐 물고기는 문화적인 역할도 담당해 왔다. 신이나 종교적 기호로서 추앙 받기도 하였고 예술, 책, 영화의 주제로도 쓰였다.

## 물고기의 다양성
물고기라는 용어는 정확하게 말하면 사지동물이 아니면서 두개골이 있고, 평생에 걸쳐서 아가미가 있고, 만약 다리가 있다면 지느러미의 형상을 하고 있는 모든 생명체들을 호칭한다.

조류나 포유류와는 달리 어류는 단 하나의 분기군으로 이루어지지 않고, 측계통군으로 이루어진 계통군으로 이루어져 있다. 여기에는 먹장어, 칠성장어, 상어 및 가오리, 조기어류, 실러캔스, 폐어가 포함된다.
전형적인 물고기들은 변온 냉혈동물이다. 이들은 빠르게 헤엄쳐 나가기 위한 유선형의 몸체를 지녔으며, 아가미를 통해 물에서 산소를 추출해 내든지, 대기의 산소를 이용하기 위한 부수적인 호흡기관을 사용한다. 또한 이들은 두쌍의 지느러미를 지니고 있고, 한두 개(드물게는 세 개도 있다)의 등지느러미, 뒷지느러미, 꼬리지느러미가 있으며, 턱이 있고 보통 비늘로 덮인 피부가 있으며 알을 낳는다.

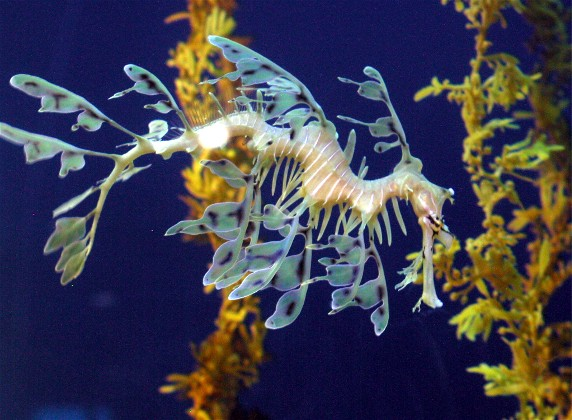
물고기는 다양한 크기로 존재한다. 이것은 해마와 가까운 친척간인 리피해룡이다. 이들의 나뭇잎처럼 생긴 부속물들은 그들로 하여금, 쉽게 떠다니는 해초들 사이에 섞일 수 있게 해준다.

모든 기준에는 예외가 있다. 참치, 황새치, 또 상어의 몇몇 종들은 어느 정도의 온혈 적응을 나타낸다. 이들은 주위 수온보다 확실하게 체온을 높일 수 있다. 물고기마다 유선형의 정도와 수영능력의 효율은 각기 다른데, 참치, 연어 그리고 전갱이는 자신의 몸 길이의 10배에서 20배까지도 초당 수영이 가능한 반면, 뱀장어나 가오리등과 같이 초당 자신의 몸 길이의 반 정도도 못가는 종류들도 있다.

수많은 민물고기류는 물에서처럼 다양한 구조들을 이용하여 공기에서부터도 산소를 추출해 내는데, 폐어들은 사지동물들의 그것과 비슷한 한 쌍의 허파를 지니고 있고, 구라미들은 코리도라스 등의 메기들에서 많이 보이는, 내장기관이나 장을 이용한 산소 추출 과정과 비슷한 작용을 해 주는 미로기관이라 불리는 구조를 지니고 있다. 몸체의 형태와 그 지느러미들의 배열은 매우 다양한데, 해마, 복어, 아구 또는 심해어인 풍선장어에서 보이는 전혀 물고기 같지 않은 형태들도 포함하고 있다. 이러한 상황과 비슷하게 "피부의 표면"도, 벗겨진 것처럼 보이는 것도 있고, 판금모양으로 분류되는(보통의 상어와 가오리)것들, 코스모이드(cosmoid)로 분류되는 것들(멸종된 폐어와 실러캔스에서 볼 수 있음), 경린어로 분류되는 것들(다양한 멸종어류에서 보이지만 가아와 폴립테루스에서는 아직도 발견된다), 원린어로 분류되는 것들, 즐린류로 분류되는 것들 등(마지막의 두 가지는 경골어류이다)의 많은 종류의 다양한 비늘로 덮인 것들이 있다. 육지에서 대부분 살아가는 물고기들도 있다. 말뚝망둥어들은 개펄에서 먹이도 먹고, 다른 망둥어들과 교류를 하다가 동굴에 숨기 위해 물속으로 들어간다.
메기, Phreatobius cisternarum는 땅속에서 사는데, 지하거주라 불리고, 상대적으로 물에 흠뻑 젖은 낙엽 더미 안에서 산다.

물고기들의 크기는 16 미터에 육박하는 거대한 고래상어에서부터, 8 밀리미터밖에 안 되는 작은 스타우트 인펀트피쉬에 이르기까지 다양하다.
조개, 오징어, 불가사리, 가재, 해파리와 같이 미국에서 보통 물고기(fish)라 부르는 많은 종류의 수생동물들은 사실 위의 기준으로 분류하면 "물고기"가 아니다. 과거에는 생물학자들조차 제대로 된 구분을 하지 못했었다. 16세기의 자연 역사학자들은 수생 무척추동물들은 물론, 바다표범, 고래, 양서류, 악어, 거기다가 하마까지도 물고기로 분류했었다. 어떤 문헌들에서는 수산양식을 위한 것들에서 더욱 특별하게, 다른 동물들과 구분하기 위해 진정한 물고기들을 "지느러미 물고기(fin fish)"라고 부른다.

## 분포
모든 물고기는 물 속에서 서식한다. 수중에 포함되어 있는 염분의 환경에 따라, 바다 및 염분이 포함된 호수 등에서 생활하는 해수어와 강, 냇가와 습지 등의 민물 지역에서 생활하는 담수어로 편의상 나눈다. 물론 바닷물과 민물이 만나 섞이는 강의 어귀 등의 지역에서 생활하는 물고기나, 바닷물과 민물 어디서든 생활할 수 있는 물고기도 있어, 바닷물에 사는 물고기와 민물에 사는 물고기를 엄밀하게 나누지는 않는다.
그 밖에, 수심 200미터 이하의 심해 지역에서 생식하는 심해어나, 지하수 등지에서 살아가는 물고기도 있다. 한편 물고기는 대부분 아가미로 호흡하지만, 예외적으로 허파, 피부 등으로 호흡하며, 갯벌이나 습지와 같은 지역에서 생활하는 물고기도 있다. (예: 망둥이) 그러나 이러한 물고기도 육지에 있는 시간이 긴 경우에도 피부가 건조해지는 경우 살아가지 못하며, 번식이나 치어 등의 생활환경은 물 속인 경우가 대부분이다.

## 분류
예전엔 어류를 어상강(魚上綱)이라는 하나의 상강으로 묶어 놓고 분류하였으나, 최근에는 어상강이란 분류를 없애고 다시 나누어서 뼈가 연골인 어류는 상강의 분류가 없는 연골어강 또는 판피어강으로, 뼈가 경질인 어류는 경골어상강으로 분류한다.
어류는 측계통군이다. 이는 모든 어류를 포함하고 있는 어떤 분기군이든지, 그 분기군안에는 어류가 아닌 네발동물들도 역시 포함하고 있다는 의미이다. 이러한 이유로 오래된 참고 문헌 등에서 보이는 "어강(魚綱, Pisces)"과 같은 분류는 더 이상 공식적인 분류로 사용하지 않는다.
어류는 다음과 같은 주요 그룹으로 분류한다.
- 먹장어강 (Myxini) - 먹장어
- † 익갑강 - 초기의 턱뼈없는 어류
- † 텔로돈티강 (Thelodonti)
- † 결갑강 (Anaspida)
- 칠성장어강 (Petromyzontida 또는 Hyperoartia)
  - 칠성장어과 (Petromyzontidae) - 칠성장어
- † 코노돈트강 (Conodonta)
- † 두갑강 (Cephalaspidomorphi) - 초기의 턱뼈없는 어류
  - (미분류) † 갈레아스피다강 (Galeaspida)
  - (미분류) † 피투리아스피스강 (Pituriaspida)
  - (미분류) † 골갑강 (Osteostraci)
- 유악하문 (Gnathostomata) - 턱뼈있는 척추동물
  - † 판피강 (Placodermi)
  - 연골어강 (Chondrichthyes)
    - 판새아강 (Elasmobranchii) - 판새강(Elasmobranchii)으로 분류하기도 한다.
    - 전두어아강 (Holocephali) - 전두어강( Holocephali)으로 분류하기도 한다.

  - † 극어강 (Acanthodii)
  - 경골어상강 (Osteichthyes)
    - 조기어강 (Actinopterygii)
      - 연질아강 (Chondrostei)
        - 철갑상어목 (Acipenseriformes) - 철갑상어 등
        - 다기어목 (Polypteriformes)

      - 신기아강 (Neopterygii)
        - 전골어하강 (Holostei)
        - 진골어하강 (Teleostei)

    - 육기어강 (Sarcopterygii)
      - 총기어아강 (Coelacanthimorpha) - 실러캔스
      - 폐어아강 (Dipnoi) - 폐어

일부 고생물학자들은 코노돈트가 척삭동물이기에 초기 어류라고 주장한다. 더 많은 자료를 위해서는 척추동물 부분을 보라.
다양한 종류의 어류 집단들은 반 이상이 척추동물이라고 간주된다. 현존하는 종은 28,000개에 달한다. 이 가운데 27,000개가 딱딱한 뼈가 있는 생선들이고, 970개가 상어, 가오리, 그리고 은상어 등의 연골어류이다. 108개 정도는 먹장어와 칠성장어의 종이다. 이러한 종들의 3분의 1은 9개의 거대한 과(family)에 포함된다. 가장 큰 과부터 가장 작은 과까지 나열해 보면 다음과 같다. 잉어과, 망둑어과, 키클리과, 카라신과, 로리카리아과, 종개과, 농어과, 놀래기과, 그리고 볼락과가 그것들이다. 64개의 과들이 하나의 종(Species)만을 가진 단형종이다. 생존하는 모든 종의 숫자는 32,500개를 넘을 것으로 보인다.

## 해부

Lampanyctodes hectoris의 해부도
(1) – 아가미 뚜껑 (2) – 옆줄(측선) (3) – 등지느러미 (4) – fat fin, (5) – caudal peduncle, (6) – 꼬리지느러미 (7) – 뒷지느러미 (8) – photophores, (9) – 배지느러미 (10) – 가슴지느러미

### 외부 구조
물고기의 지느러미는 다양한 기능을 하는데, 가슴지느러미는 물고기의 좌우 균형을 잡으며, 배 지느러미는 알을 옮기는 등의 기능을 한다. 뒷지느러미는 몸의 흔들림을 방지하고 전진운동을 도우며, 꼬리지느러미는 추진력을 낸다. 등지느러미는 몸을 지지하고 전진운동을 도우며, 극조와 연조로 나눌 수 있다.
옆줄(측선)은 물의 온도, 흐름, 수압, 진동을 감지한다.

### 호흡기관
대부분의 어류는 인두의 양 옆에 달려있는 아가미를 이용해서 기체를 교환한다. 아가미는 필라멘트라 불리는 실 같은 구조를 지닌다. 각각의 필라멘트는 산소와 이산화탄소를 교환하기 위한 넓은 면적을 제공하는 모세혈관의 망상조직을 지니고 있다. 어류는 산소가 풍부한 물을 입을 통해서 빨아들여, 아가미를 통해 내뿜으로써 기체를 교환한다. 어떤 어류는 물과는 반대 반향으로 모세관을 흐르는 혈액이 역흐름교환을 만들어 내면서 흐른다. 아가미는 인두 양 옆의 열리는 부분을 이용해서 산소가 없어진 물을 뱉어낸다. 상어나 칠성장어류는 여러 개의 아가미 입구를 가진다. 하지만 대부분의 어류는 양옆에 한쌍의 아가미입구가 있다. 이 입구는 삭개(영어: operculum)로 불리는 단단한 뼈 아래 숨어 있다.
어린 비처허파고기는 아가미가 바깥에 달려 있다. 이는 양서류의 유충에서도 볼 수 있는 매우 원초적인 형태이다.

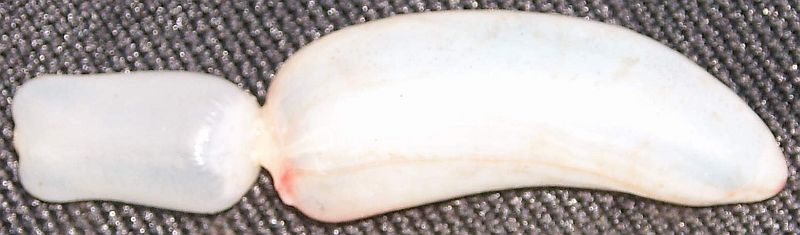
잉어과 물고기의 부레

많은 어류는 다양한 절차를 이용해서 공기를 들이마실 수 있다. 뱀장어과어류는 피부를 통해 산소를 빨아들인다고 알려져 있다. 전기뱀장어의 움푹 파인 볼의 기관은 공기를 흡입하는 기관이라 여겨진다. 로리카리아과, 칼리크티스과, 그리고 스콜로플레이시드과의 메기들은 소화관을 통해 산소를 빨아들인다. 폐어와 폴립테루스들은 네발동물들과 비슷한 한쌍의 폐를 갖고있다. 이들은 신선한 공기를 입으로 들이마시고, 아가미로 뱉어내기위해 떠올라야만 한다. 가아와 보우핀은 똑같은 작용을 하도록 혈관이 발달된 부레를 갖고있다. 미꾸라지, 울프피쉬, 그리고 많은 메기들은 공기를 내장에 통과시킴으로써 숨을 쉰다. 망둥어들은 피부로 산소를 빨아들이는데, 이는 개구리와 비슷하다. 꽤 많은 어류가 숨쉬는 부속기관이라 불리는 기관들을 지니도록 진화했다. 구라미와 베타같은 물고기들은 아가미 위에 이 기능을 수행하는 하나의 미로기관을 지니고 있다. 다른 몇몇 어류는 미로기관과 형태와 기능에서 비교되는 구조들을 갖는다. 가장 많이 알려진것은 가물치, 그리고 공기호흡메기과에 속하는 메기들이다.
공기를 호흡하는 것은 원래 계절마다 물의 수위가 달라짐으로써 그 물에 녹아 있는 산소량 또한 계절별로 줄어드는 늪지대에 서식하는 어류들을 위한 적응이다. 진흙보다 약간 더 젖어있다고 여겨질만한 물에서는, 공기 호흡이 가능한 물고기들은 훨씬 오래 생존하는 반면, 파치나 시클리드와 같은 순전히 용해된 산소에만 의존하는 물고기들은 쉽게 질식사한다. 가장 극한의 상황에서 몇몇 종의 폐어들은 습기가 많은 굴 안에서 다시 물이 돌아올 때까지 여름잠(aestivation)라 불리는 상태에 들어감으로써 몇 주에 걸쳐 물 없이 생존할 수 있다.

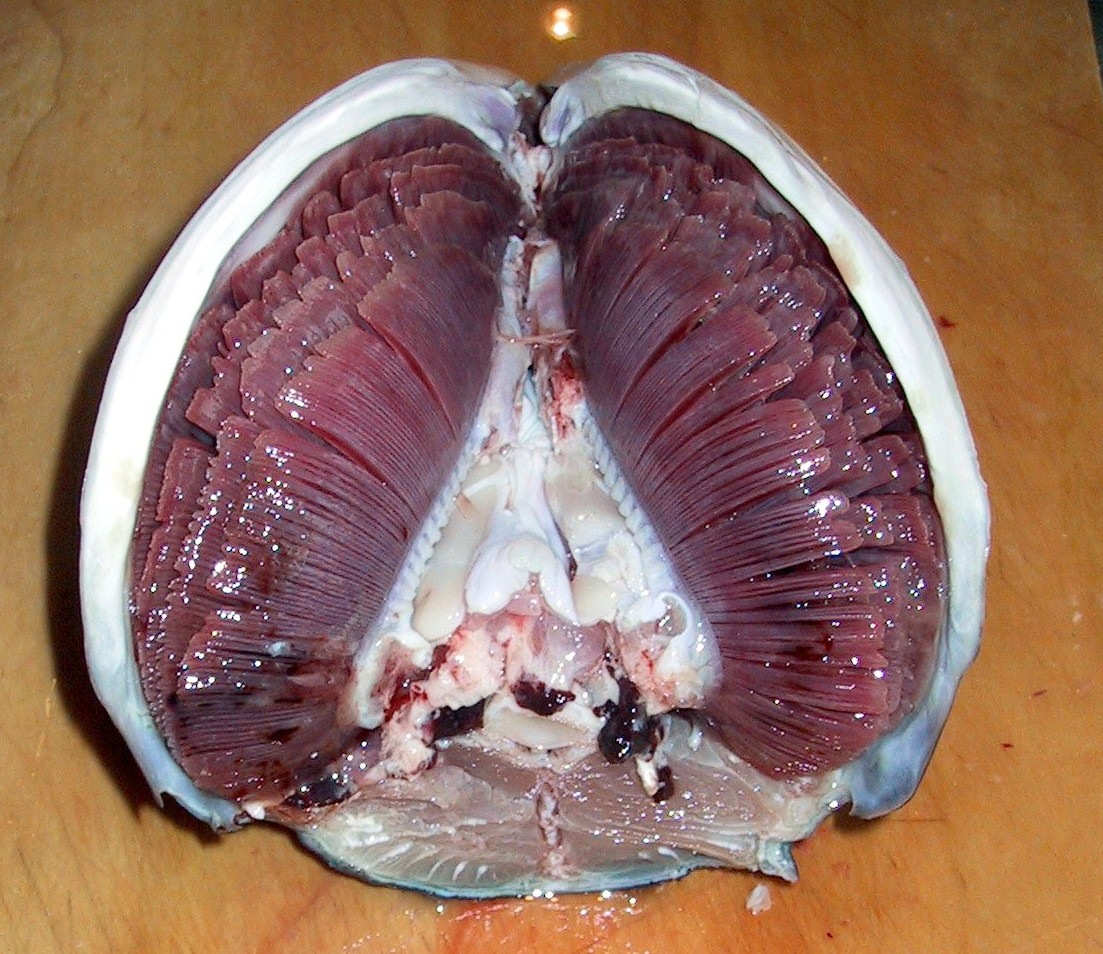
참치의 머리부분에 있는 아가미. The fish head is oriented snout-downwards, with the view looking towards the mouth.

어류는 "불가피한 공기 호흡어"와 "임의적인 공기호흡어"로 분류할 수 있다. 아프리카 폐어같은 불가피한 공기호흡어는 주기적으로 공기를 호흡해야"만"하고 그렇지 못할 경우 질식사한다. 플레코 같은 임의적인 공기 호흡어들은 그들이 원할때만 호흡하고, 그 밖에는 아가미를 이용해 산소를 호흡한다. 대부분의 공기호흡어들은 지상에서 서는데 사용되는 에너지 비용이나, 지상의 포식동물에게 노출되는데 따른 체력적 비용을 피하는 "임의적인 공기호흡어"들이다.

### 순환기관
어류는 폐쇄순환회로를 지니고 있다. 심장은 하나의 경로를 통해 신체에 혈액을 공급한다. 대부분의 어류에서 심장은 두 개의 방과 입구, 출구의 4개의 부분으로 이루어져 있다. 첫 번째 부분은 얇은 벽을 지닌 주머니인 정맥동이다. 이것은 어류의 두 번째 부분인, 거대한 근육으로 이루어진 방인 심방으로 들어가기 전에 정맥으로부터 혈액을 모은다. 심방은 결방으로써 혈액을 일방통행시키는 역할과 세 번째 부분인 심실로 보내는 역할을 수행한다. 심실은 또다른 근육으로 이루어진 방인데, 첫 번째 부분부터 네 번째 부분인 동맥구로 혈액을 뿜어준다. 동맥구는 큰 관인데 이를 통해 심장 바깥으로 나간다. 동맥구는 산소를 얻기위해 혈액이 아가미로 흐르는 대동맥으로 연결된다.

### 소화기관
어류의 턱뼈는 식물에서부터 다른 기관들까지 다양한 종류의 음식을 섭취할 수 있게 해준다. 어류는 음식을 입으로 섭취하고, 식도로 부셔서 내려보낸다. 내장에서 음식은 더욱 소화되어 많은 어류에서 손가락 모양의 유문수라 불리는 주머니 안에서 분비되는 소화효소에 의해 영양분으로 흡수된다. 간이나 췌장같은 기관들은 음식이 소화기관을 따라 이동하는 과정에서 소화효소와 다양한 화학물질들을 더한다. 장에서는 소화의 과정과 영양분의 흡수를 끝낸다.

### 배설기관
다른 많은 해양 동물들처럼 대부분의 어류는 질소 폐기물들을 암모니아의 형태로 배출한다. 어떤 폐기물들은 아가미를 통해 확산된다. 혈액의 폐기물들은 신장에서 걸러진다.
해수어들은 삼투(영어:osmosis)로 인해 물을 잃게되는 경향이 있다. 따라서 이들의 신장은 물을 다시 신체로 되돌려준다. 반대의 작용이 담수어에서 일어난다. 이들은 삼투압으로 인해 물을 흡수하게 된다. 이들의 신장은 배설을 위해 묽은 소변을 만든다. 어떤 어류는 민물, 즉 담수에서 해수로 이동할 수 있도록 특별히 적응된 신장을 지닌다.

### 비늘
어류의 비늘은 피부를 이루는 중배엽(영어: mesoderm)에서 기원한다. 보통 이빨과 비슷한 구조를 지녔다고 본다. 비늘에는 식물의 나이테와 같은 원 모양의 테두리가 있는데, 이 테두리가 곧 나이라는 설이 있다.

### 감각수용, 신경기관

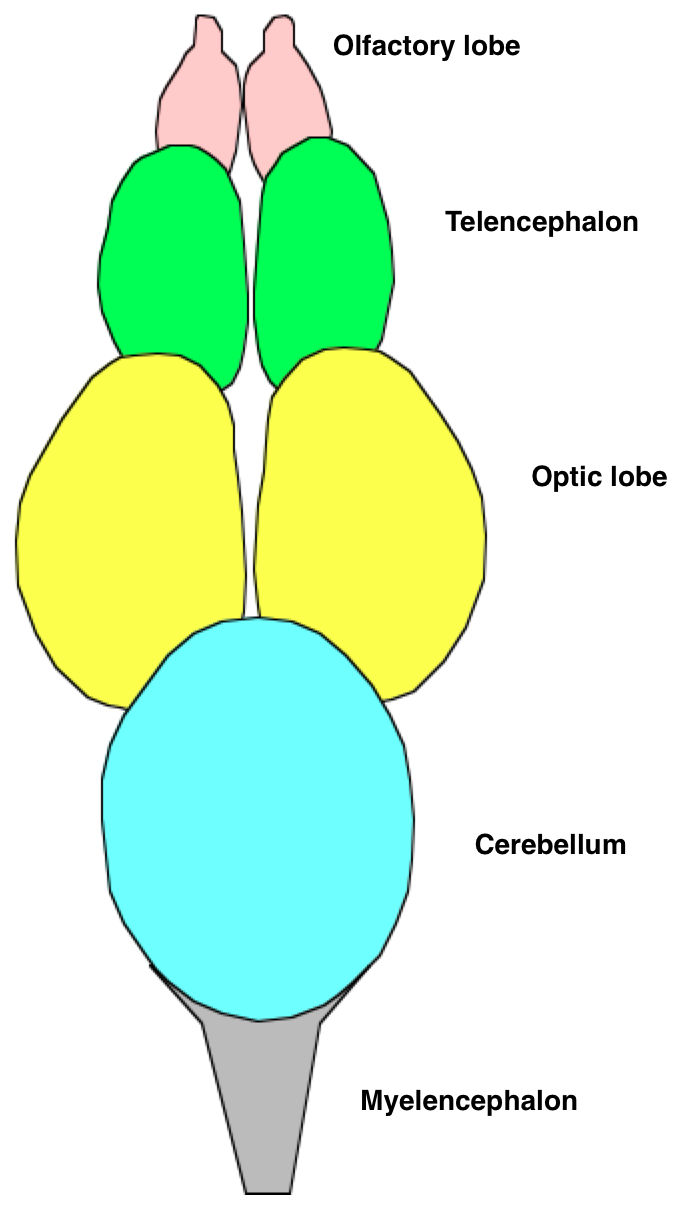
무지개농어의 뇌를 등쪽에서 본 그림.

#### 중앙신경기관
어류는 다른 척추동물과 몸크기와의 상대적 비율로 비교해볼때, 전형적으로 작은 뇌를 지닌다. 이는 다른 비슷한 크기의 조류나 포유류의 뇌의 용적의 1/15정도에 불과하다.

그러나 어떤 어류는 상대적으로 큰 뇌를 지니는데, 엘레펀트 피쉬나 상어들이 그러하다. 이들의 뇌는 거의 조류나 주머니쥐의 몸 크기 당 뇌 용적과 비슷하다.

어류의 뇌는 몇개의 영역으로 나뉜다. 앞쪽이 한쌍의 구조를 지니고, 두개의 후신경으로부터 신호를 받고 처리하는, 뇌의 후엽이다. 먹장어, 상어 그리고 메기 등의 사냥을 위해 냄새를 주로 사용하는 물고기들에게서 이 후엽은 매우 크다. 이 후엽은 고등 척추동물에서의 대뇌와 같은 구조적 위상을 지닌, 두개의 둥글게 말린 종뇌로 이어진다. 어류에서 종뇌는 대개 후각에 관계된다. 이 두개의 구조가 "전뇌"를 구성한다.
간뇌는 이 "전뇌"와 "중뇌"를 연결한다. (그림에서 이 구조는 시엽(영어: optic lobes)에 위치함으로 보이지 않는다.) 이 간뇌는 호르몬과 항상성과 관련된 작용을 수행한다. 송과체는 이 간뇌의 바로 위에 놓여있다. 이 구조는 빛을 감지하고 일주기성의 리듬을 유지시켜준다. 또한 색의 변화에도 관여한다.
중뇌는 두개의 시엽을 포함하고 있다. 무지개송어나 시클리드와 같은 시각에 의존하여 사냥하는 종들에서는 이 시엽이 상당히 크다.
후뇌는 특히 수영과 균형에 관여하는 부분이다. 소뇌는 하나의 둥글게 말린 구조체이며 일반적으로 뇌에서 가장 큰 부분이다.엘레펀트 피쉬의 소뇌가 거대하고 명백하게 그들의 전기감각에 관여하고 있는 반면, 막장어와 칠성장어는 비교적 작은 소뇌를 가졌다.
뇌간은 뇌의 끝부분이다. 몇몇 근육과 신체기관을 관리하는 것은 물론, 적어도 경골어류에서는 이 뇌간이 호흡과 삼투조절을 관리한다.

#### 감각 기관
대부분의 어류는 매우 발달된 감각 기관을 지닌다. 거의 모든 낮에 활동하는 물고기들은 인간에 필적하거나 더 좋은 시각을 지닌다. 또한 많은 물고기들은 특기할만큼 맛과 냄새에 반응하는 화학수용기관을 지닌다. 그러나 귀를 갖고는 있어도, 많은 물고기들은 소리를 잘 듣지는 못한다. 대부분의 물고기들은 미세한 물의 흐름과 진동을 감지하고, 옆의 물고기와 먹이의 움직임을 느끼는 측선기관(영어:lateral line system)을 형성하는 감각 수용기를 지닌다. 메기나 상어와 같은 물고기들은 낮은 수준의 전류를 감지하는 기관을 가진다. 전기뱀장어같은 다른 어류는 전류 자체를 생산하는 것이 가능하다.
물고기들은 경계표를 이용해 방향을 잡으며, 아마도 여러개의 경계표나 상징들을 기반으로 한 심리적 지도를 사용하는 것으로 추정된다.

#### 통각에 대한 수용력
윌리엄 타볼가에 의해 수행된 실험들은 물고기가 고통을 느끼고 공포에 반응한다는 증거를 보여준다. 예를 들면, 타볼가의 실험에서 복어는 전기적으로 충격을 받을때나, 계속된 실험후에는 전기봉의 모습을 보기만 해도 꿀꿀거리는 소리를 냈다.
2003년 에딘버러 대학의 스코틀랜드의 과학자들과 로즐린 협회는 무지개송어의 탐구 행동들은 종종 다른 동물들간의 관계에서 생겨나는 고통과 연관된다고 결론내렸다. 입술 안에 투여된 벌침에 있는 독과아세트산은 물고기로 하여금 몸을 뒤흔들게 하고, 그들의 입술을 수조벽과 바닥 주변에 문지르게 하는 결과를 낳았다.

 뉴런은 인간의 뉴런반응양식과 비슷하게 반응한다.
와이오밍 대학의 제임스 D. 로즈 교수는 위의 실험이 물고기가 "인지적 자각, 특히 우리 인간과 의미가 있을만큼 비슷하다고 판단할 수 있는 자각"을 갖고 있다는 증거를 제공하지 않았기에 그 연구에 오류가 있다고 주장했다. 로즈교수는 "어류의 뇌는 인간에게 있어서의 "자각"이 없다라고 볼만큼 인간의 뇌와는 너무 많이 다르기 때문에, 인간의 그것과 비슷해보이는 고통에 대한 반응도 사실은 다른 이유를 가졌다"라고 논쟁한다. 그러나 동물학자인 템플 그랜딘은 어류는 "다른 종(영어:species)들은 같은 기능을 수행하기 위해 다른 뇌의 구조와 시스템들을 사용할 수 있기 때문에, 대뇌의 신피질이 없이도 어류는 여전히 자각을 갖는다."라고 논쟁한다.
동물복지옹호론자들은 낚시질로 인해 어류에게 가해질 수 있는 고통에 대한 관심과 걱정을 높이고 있다. 독일과 같은 어떤 국가들은 특정 종류의 낚시를 금지했다. 또한 영국의 RSPCA는 현재 공식적으로 물고기들에게 잔인한 행동을 한 사람들을 기소 중에 있다.

### 근육기관
대부분의 어류는 대안적 방법인 등뼈 양옆에 위치하는 쌍으로 존재하는 근육들을 수축함으로써 움직인다. 이러한 근육의 수축은 몸을 따라 내러가는 S자 모양의 곡선들을 형성한다. 각각의 곡선이 꼬리 지느러미에 닿으면서, 뒤로 향하는 힘이 물에 작용한다. 그리고 꼬리 지느러미와 함께 물고기는 앞으로 나아간다. 어류의 지느러미들은 비행기의 보조익처럼 작용한다. 또한 이들은 꼬리의 표면적을 넓힘으로써 속도를 증가시켜준다. 유선형의 몸체는 물에서부터 오는 마찰의 양을 줄여준다. 몸체를 구성하는 조직들이 물보다 밀도가 높기에 어류들은 그 차이를 보상해내지 못하는한 가라앉을 수 밖에 없다. 많은 경골어류들은 기체의 조절을 통해 그들의 부력을 조절해주는 부레라는 내부기관을 지닌다.

### 항온성

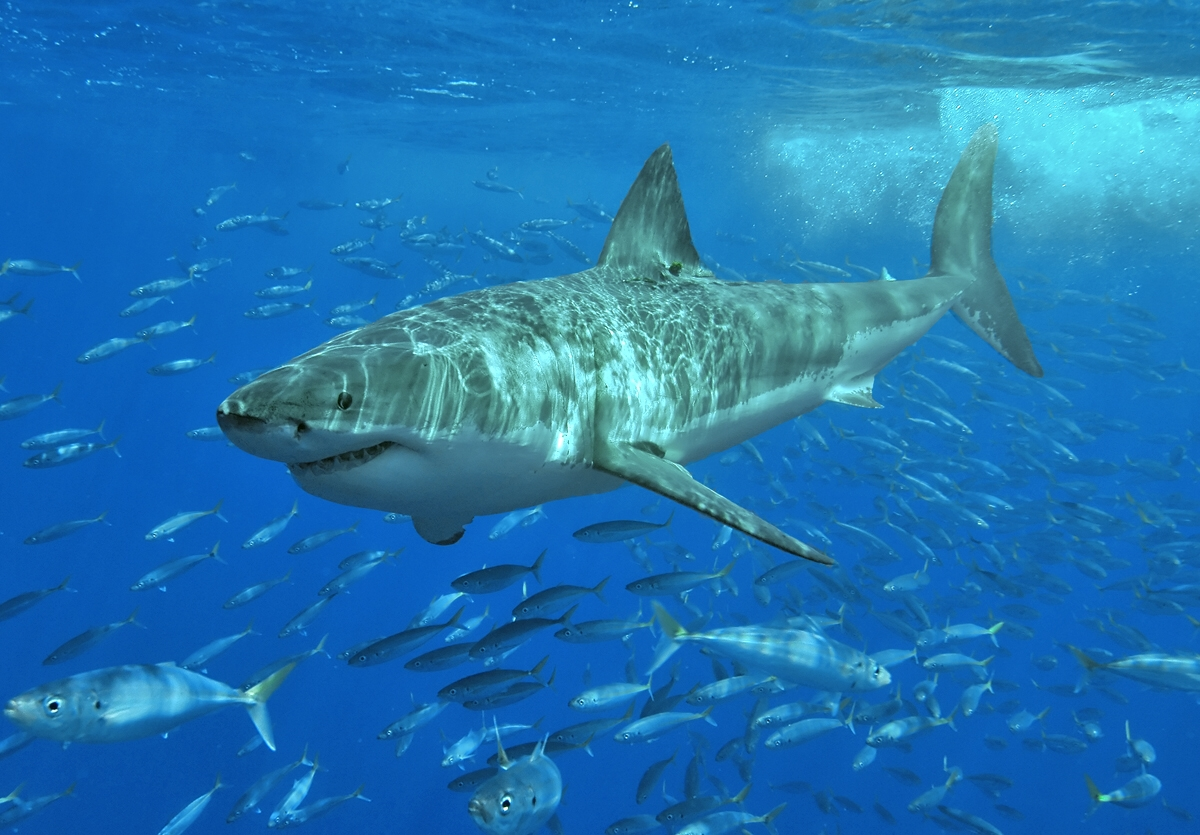
과달루프섬의 백상아리, 3m에 달한다.

대부분의 어류가 거의 수생, 변온동물임에도 불구하고, 두가지 상황 모두에 예외가 존재한다.
몇몇 분류군에 속하는 어류들은 장기간에 걸친 기간동안 물 바깥에서도 살 수 있다. 망둥어 같은 수륙양용물고기(영어:Amphibious fish)들은 몇일간 육지에서 살면서 이동도 할 수 있다.
또한 특정한 종의 어류는 높은 체온을 유지한다. 온혈 경골어류(영어:teleost, bony fish라고도 불림)들은 모두 고등어아목에 속하고, 새치들과 참치들, 한 종류의 "원시" 고등어를 포함한다. 짧은 지느러미 청상아리, 긴 지느러미 청상아리, 백상아리, 악상어, 연어상어 등의 악상어과의 모든 상어들도 온혈이다. 또한 환도상어과(영어:Alopiidae)의 종들도 온혈임을 나타내는 증거가 발견된다. 내부열(영어:endothermy)의 온도는 눈과 뇌만을 따듯하게 만드는 새치들로부터 체온을 주변의 수온보다 20도 정도 높게 유지하는 참치(참다랑어)와 악상어까지 각기 다르다. "거대온혈항목을 참조하라." 온혈은 대사적으로는 높은 비용이 들어감에도, 향상된 근육의 힘, 중앙신경계의 빠른 속도, 그리고 고효율의 소화 등의 이점을 제공한다고 여겨진다.

### 번식기관

#### 기관

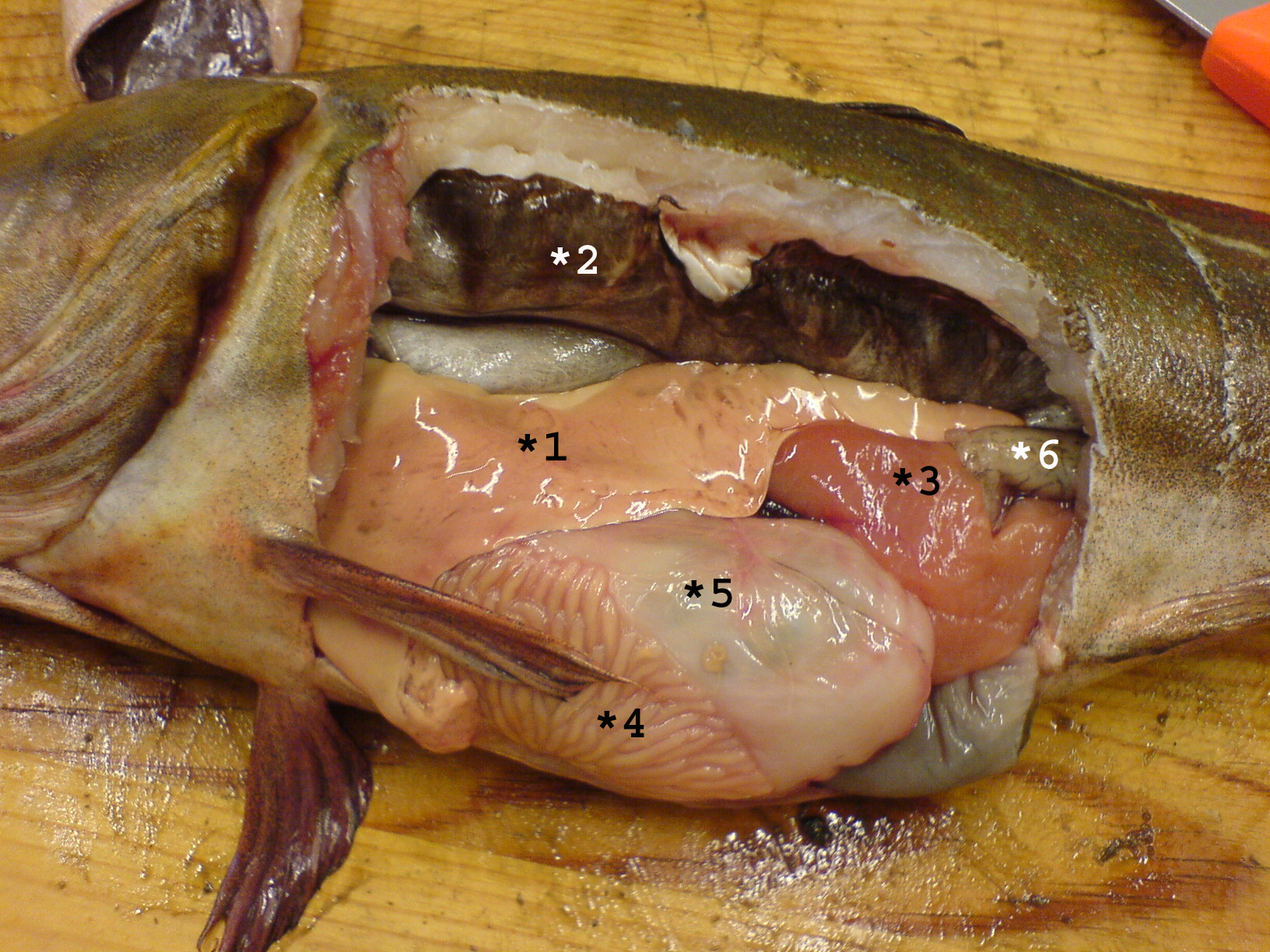
기관: 1. 간, 2. 부레, 3. 알, 4. 유문수, 5. 위, 6. 창자

어류의 생식기관에는 정소와 난소가 있다. 대부분의 종에서 이와같은 생식소들은 부분적으로나 완전하게 융합될 수 있는 비슷한 크기의 대응되는 한 쌍으로 되어있다. 생식의 성공률을 높이기 위한 이차기관들이 있는 종도 있다.
정원세포(영어: spermatogonia)의 분배라는 관점에서 보면, 경골어류의 정소는 두가지 종류로 나뉜다. 첫 번째는 정세관(영어: seminiferous tubule)의 모든 부분에서 정원세포가 발생하는 가장 흔한 케이스이고, 두 번째는 아테리노몰프 물고기에 보이는 이러한 구조들의 말단에서만 국한되어 정소가 발생하는 케이스이다. 물고기들은 포낭안에서 정세관의 안쪽면을 향해 생식세포를 놓아주는 상태에 따라 포낭형 혹은 반 포낭형의 정자발생(영어:spermatogenesis)을 나타낼 수 있다.
물고기의 난소(영어:ovary)는 세가지의 종류로 나눌 수 있다. 이들은 짐오베리안, 이차짐오베리안 혹은 시스트오베리안이 그것들이다. 첫 번째 분류에서는 난모세포(영어:oocyte)들은 체강(영어:coelom)의 공동으로 직접적으로 방출된 후, 구멍으로 들어가 수란관(영어:oviduct)을 지난 후 제거된다. 이차짐오베리안 형태의 난소는 난자(영어:ova)를, 그것들이 직접적으로 수란관(영어:oviduct)으로 가는 체강(영어:coelom)안에 흘린다. 세 번째 부류에서는 난모세포(영어:oocyte)들은 수란관(영어:oviduct)를 통해 외부로 이동된다. 짐오베리는 폐어, 철갑상어, 그리고 보우핀 등에서 발견되는 원시적 형태이다. 시스트오베리는 난소 안쪽 벽이 수란관과 연결된 경골어류의 특징 중의 하나이다. 이차짐오베리는 연어과와 약간의 다른 경골어류에서 발견된다.
경골어류에서의 난조세포(영어:Oogonia)의 발전은 군에 따라 다르다. 또한 난자발생의 역학을 결정하는 것은 성숙분열(영어:maturation)과 수태(영어:fertilization)의 과정의 이해를 가능케 한다. 핵, 난형질(영어:ooplasm), 그리고 감싸는 층들의 변화는 난모세포(영어:oocyte)의 성숙분열(영어:maturation) 과정을 특징짓는다.
배란후의 여포들은 난모세포의 방출에 뒤이어 형성된 구조이다. 이들은 내분비기능이 없고, 넓고 불규칙한 내부공간을 가지며, 여포세포들의 세포사멸을 포함하는 과정에서 빠르게 재흡수된다. 여포의 폐쇄과정(영어:follicular atresia)이라고 불리는 퇴화 과정은 낳지 않은 난황형성 난모세포를 재흡수한다. 이 과정은 또한 빈번하지는 않지만 다른 발전단계의 난모세포안에서 발생할 수도 있다.
어떤 물고기들은 정소와 난소를 모두 가진 자웅동체이다. 이는 크게 그들의 생활환상에서 다른 상태에서만 발생하거나, 아니면 히포플렉트루스(Hypoplectrus)에서 볼 수 있듯이 동시에 정소와 난소 두가지 모두 갖고 있는 종류로 나뉜다.

#### 번식방법
모든 알려진 어류의 97% 이상은 난생이다. 즉, 난자가 모체의 바깥에서 생성된다. 난생의 어류의 예에는 연어, 금붕어, 시클리드, 참치 그리고 뱀장어 등이 포함된다. 이러한 종들의 대부분에서 암컷과 수컷은 그들의 생식세포들을 주변의 물에 흩뿌리면서, 모체의 바깥에서 수정을 한다. 그러나, 몇몇 난생 어류는 수컷이 정자를 암컷의 성기의 입구에 전달하기 위해 특정한 삽입기관을 이용하여 내부 수정의 형태를 나타내기도 한다. 이와같은 수정을 하는 종으로는 뿔상어와 같은 난생 상어들과, 홍어와 같은 난생 가오리가 유명하다. 이러한 예들에서 수컷들은 클레스퍼라고 알려져있는 변형된 한쌍의 배지느러미를 갖고있다.
해양 어류들은 종종 트인 물의 기둥(영어: water column)속으로 방출되는 많은 수의 난자들을 생산할 수 있다. 난자들은 평균 1mm의 직경을 지닌다.

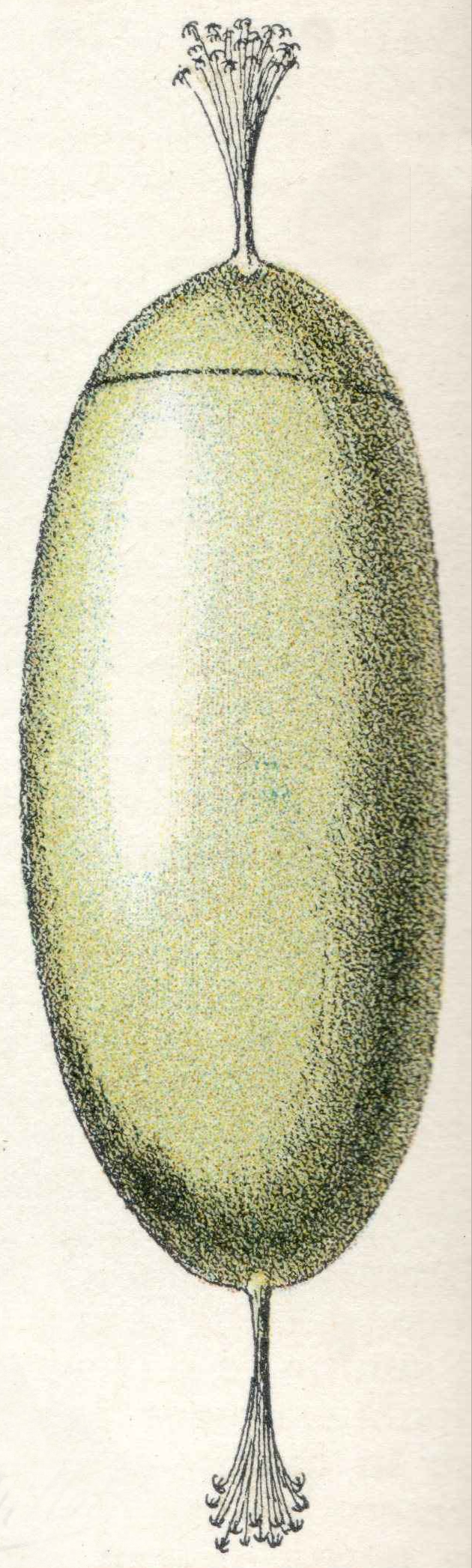
칠성장어의 난자
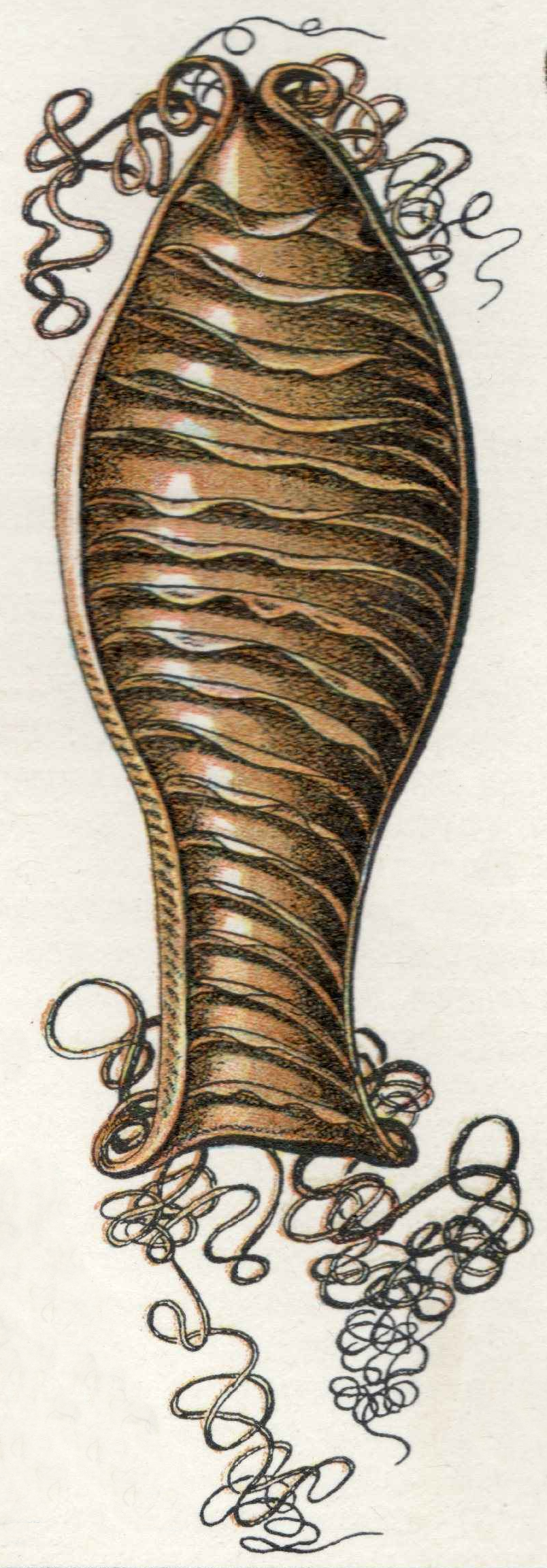
두툽상어의 난자 (인어의 지갑)
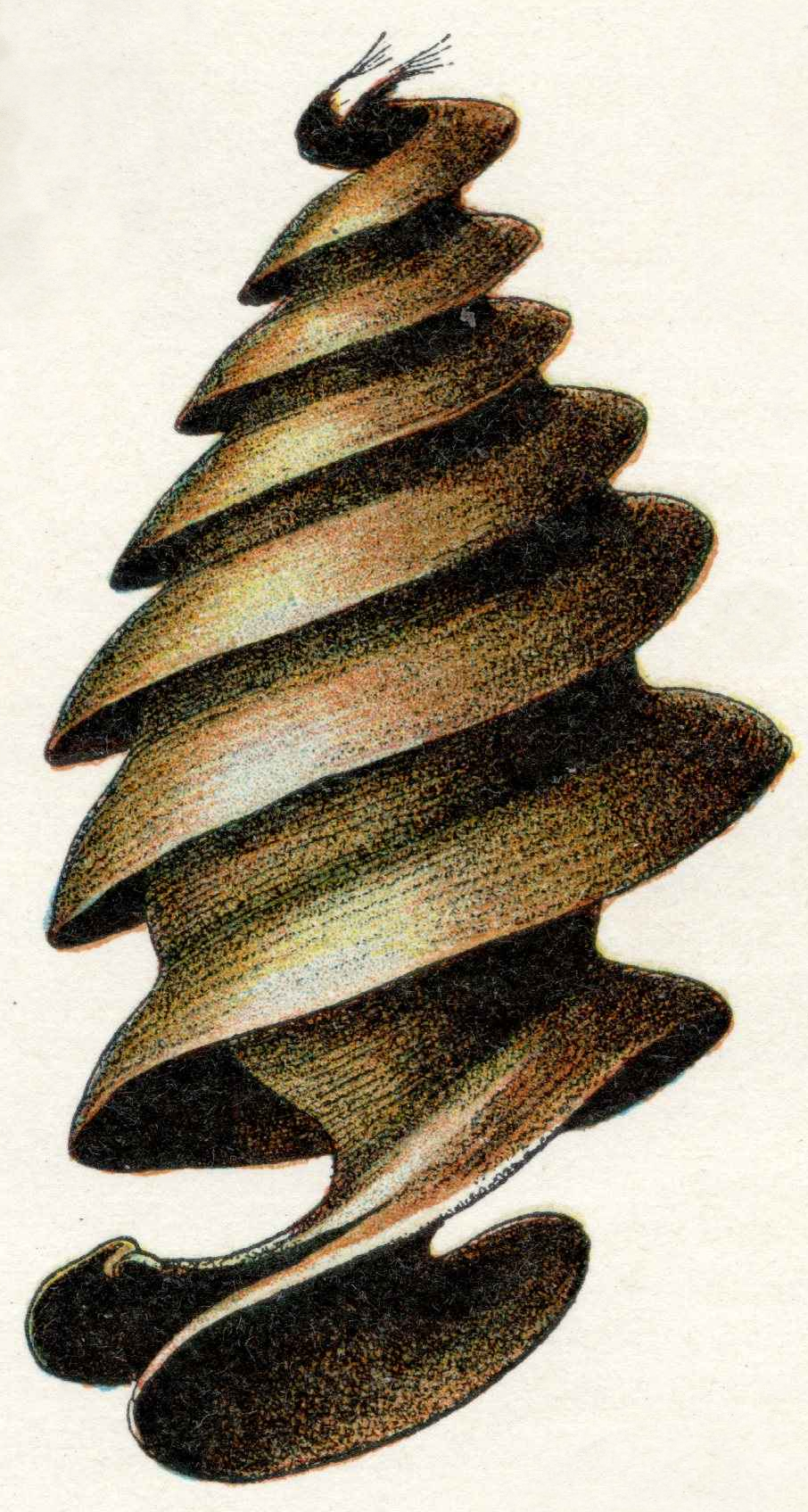
괭이상어의 난자
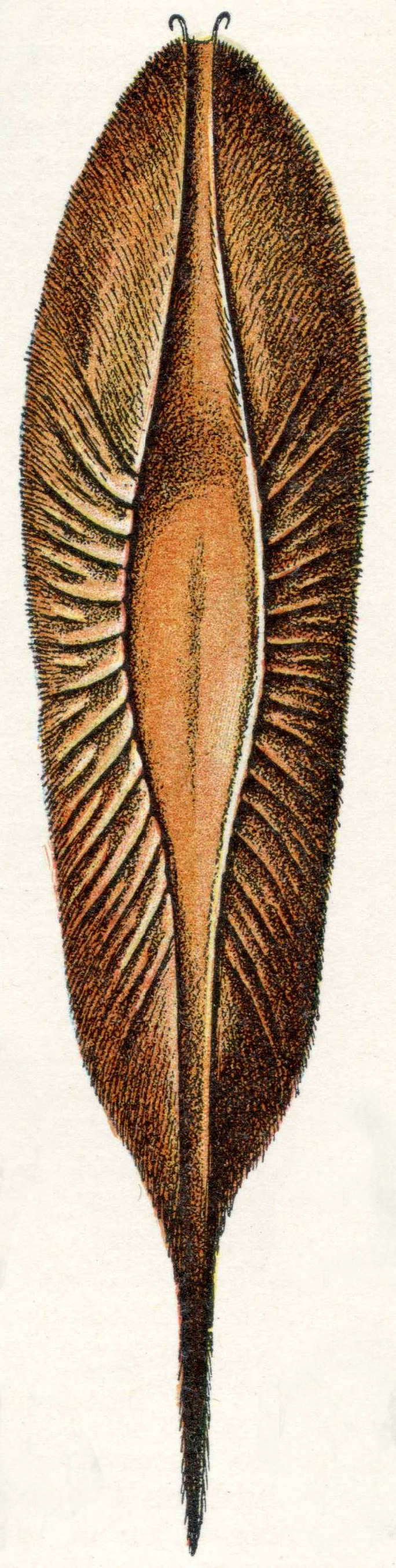
은상어의 난자

새롭게 부화한 어린 난생 어류는 유생(영어:larva)이라고 불린다. 이 유생들은 보통 불완전한 형태이며, 영양공급을 위해 큰 난황난(영어:yolk sac)을 지니고 초생(영어:juvenile)이나 성체 표본들과는 매우 다른 외양을 지닌다. 난생 어류의 유생의 시기는 몇 주 정도로 상대적으로 짧고, 유생은 빨리 자라나 초생이 되기 위해 외양과 구조를 바꾼다. (이 과정을 변태(영어:metamorphosis)라고 한다.) 이 변화의 기간동안 유생들은 그들의 영양 공급원을 얻는 과정을 난황난에서 동물성플랑크톤의 사냥으로 바꾸어야만한다. 이러한 과정은 전형적으로 동물성 플랑크톤의 밀도나 유생들의 배고픔등에 따라 달라진다.
난태생 어류에게서 난자는 내부의 수정 후에 모체 안에서 개발된다. 그러나 모체로부터 영양은 난황의 크기에 따라 조금만 받거나 아예 못 받는다. 각각의 태아는 그들만의 난자안에서 자라난다. 난태생에 속하는 과(영어:family)에 해당하는 예로는 구피, 전자리상어 그리고 실러캔스 등이 있다.
어떤 어류 종들은 태생(영어:viviparous)이다. 이러한 종들에서는 모체가 난황과 태아로의 영양공급을 유지한다. 전형적으로 태생어류들은 포유류에게서 보이는, 모체의 혈액을 배아의 혈액과 연결해주는, 태반(영어:placenta)과 비슷한 구조를 갖는 기관을 갖고있다. 태생어류의 예로는 망성어(영어:surf-perches), 구데아과, 그리고 레몬상어가 있다. 어떤 태생 어류들은 난식(영어:oophagy)이라는 행태를 보이는데, 이는 자라나는 배아가 모체가 생산한 다른 난자들을 먹는 것을 뜻한다. 이러한 사실은 청상아리와 악상어와 같은 상어들 중에서 처음으로 관찰되었지만, 학공치 중의 하나인 노멀햄푸스 에브라드티와 같은 몇몇 경골어류에서 역시 알려져있다. 가장 큰 태아가 약하거나 작은 형제,자매들을 먹어버리는 카니발리즘은 태생의 더욱 희한한 상태이다. 이러한 행동또한 보통 그레이 너스 샤크와 같은 상어중에서 대부분 발견되는데, 노멀햄푸스 에브라드티에서도 발견된 바 있다.
사육가들은 난태생과 태생 어류를 보통 태생어(영어:livebearer)라고 언급한다.

### 면역체계
면역체계는 물고기들에 따라 다 다르다. 칠성장어와 먹장어같은 무악어(영어: jawless fish)들 중에는 진정한 임파기관이 없다. 이러한 물고기들은 면역 세포들을 생산하기 위한 다른 기관의 임파조직에 의존한다. 예를 들어 적혈구와 대식세포(영어:macrophage), 그리고 원형질세포들은 신장전엽에서 (혹은 앞콩팥) 그리고 내장의 일부분(과립성 백혈구가 성숙하는 곳)에서 생산된다. 이들은 먹장어의 원시적 골수와 유사하다.
상어와 가오리같은 연골어류는 더욱 발달된 형태의 면역 체계를 가지고 있다. 이들은 연골어류에 세 개의 특화된 기관을 지닌다. 생식선을 둘러싸는 포유류의 뼈와 유사한 임파조직인 조혈기관, 연골어류의 식도의 벽들 안에 있는 레이딕스 기관, 그리고 창자의 나선형 판막이 그것이다. 이러한 기관들은 와 과립성 백혈구, 임파구, 그리고 원형질 세포와 같은 전형적인 면역세포들을 포함하고 있다. 또, 이들은 확실한 흉선(영어: thymus)과 이들의 가장 중요한 면역기관인 잘 발달된 비장(영어: spleen)을 갖고 있다. 이 비장에는 다양한 종류의 임파구들과, 원형질 세포, 그리고 대식세포(영어: macrophage)들이 개발되고 저장된다.
철갑상어와 주걱 철갑상어, 그리고 폴립테루스와 같은 조기어류(영어: Chondrostean)들은 중앙신경조직을 둘러싸고 있는 얇은 막인 뇌막들과 관련된 거대한 덩어리 안에 과립성 백혈구의 생산을 위한 주된 부위를 갖고 있다. 이들의 심장은 자주 임파구, 세망세포(영어: reticular cell), 그리고 약간의 대식세포를 가진 조직으로 둘러쌓인다. 조기어류의 신장은 중요한 조혈(영어: hemopoietic)기관이다. 이 신장에서 적혈구(영어: erythrocyte), 과립성 백혈구(영어: granulocyte), 임파구(영어: lymphocyte), 그리고 대식세포(영어: macrophage)가 발달한다.
조기어류처럼, 경골어류의 주된 면역 조직은 신장, 특히 많은 다른 면역 세포들을 포함하는 신장전엽(영어: anterior kidney)을 포함한다. 더하여 경골어류는 흉선(영어: thymus), 비장(영어: spleen) 그리고 피부와 아가미, 내장, 그리고 생식선과 같은 점액질의 조직 안에 산재된 면역부를 갖는다. 보다 포유류의 면역체계와 유사하게 경골어류의 적혈구(영어: erythrocyte), 호중성 백혈구(영어: neutrophil) 그리고 과립성 백혈구(영어: granulocyte)들은, 흉선안에서 발견되는 임파구가 주된 세포형태인, 비장 안의 어디에든 존재한다고 믿어진다. 2006년, 포유류안의 임파 조직과 비슷한 임파조직이 경골어류의 종들 중 하나인 제브라 다니오에서 발견되었다. 아직 확정되지는 않았음에도 불구하고, 이 조직은 항원을 기다리는 동안 아직 알려지지 않은, 즉 아직 자극 받지 않은 T 세포들이 축적되는 장소일 것으로 여겨진다.

## 질병들
다른 동물들처럼 어류 역시 질병들과 기생충들로부터 고통을 겪는다. 질병을 막기위해 어류들은 다양한 방어체계를 갖고있다. 표피에 의해 보호되는, 미생물(영어: microorganism)들을 잡거나 그들의 성장을 억제하는 점액층(영어: mucus layer)을 비롯한, 피부와 비늘이 평상적인 방어체계들이다. 병원균(영어: pathogen)들이 이러한 방어체계를 뚫고 침투하면, 물고기들은 , 감염된 곳을 향해 혈류를 증가시킴으로써 병원균을 상대하기 위한 백혈구를 전달하는, 염증반응을 시작할 수 있다. 특정한 방어체계는 물고기의 신체에 의해 판별된 특정한 병원균에 반응한다. 예로, 면역반응이 있다. 최근에, 백신이 수산양식(영어: aguaculture)과 관상용 물고기 사육에 널리 사용되고 있다. 예로는 잉어에게 발병하는 잉어포진 바이러스와, 양식된 연어에서 사용되는 절종증(영어: furunculosis)백신이 있다.
어떤 종들은 외부의 기생충을 없애기 위해 청소어(영어: cleaner fish)를 사용한다. 이러한 예들중에 가장 유명한 것은 인도양과 태평양의 산호초(영어: coral reef)에서 발견되는 레보리데스속(영어: genus)을 청소해주는 청줄청소놀래기이다. 이러한 작은 어류는 다른 어류들이 모여서, 청소어들의 관심을 끌기위해 특정한 움직임을 보이는, 소위 청소지역을 유지한다. 이러한 청소 행위는, 같은 속의 두 시클리드들이, 청소를 하는 쪽인 에트로플러스 매큘래터스와 그에 비해 훨씬 큰 에트로플러스 수러텐시스로 나뉘는 흥미로운 예를 포함하는, 몇개의 어류군(영어: group)에서 관찰되어왔다.

## 진화

지속적인 점층변화에대한 과거의 진화 관점(애니메이션)

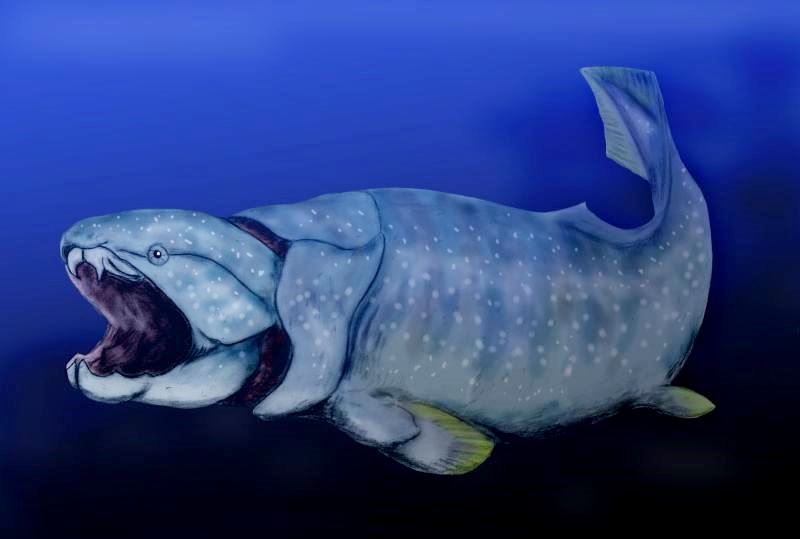
던클레오스테우스는 거대한 10미터 길이의 선사어류였다.

어류는 하나의 단일계통적(영어:monophyletic)인 군을 보여주지 않는다. 따라서 어류의 진화란 하나의 사건으로 연구되지 못한다.
어류의 확산은 명백히 관절이 있는 턱의 출현에 기인한다. 왜냐하면 무악어들은 아주 적은 후손들만을 남겼기 때문이다.칠성장어(영어:lamprey)들은 턱이 있기 전의 어류와 가깝다고 추측된다. 첫 번째로 진화된 턱뼈가 있는 어류는 판피어강(영어: placodermi)의 화석에서 발견되었다. 관절이 있는 턱이 가진 이익이 더 큰 악력, 개선된 호흡, 혹은 그 둘 모두를 주는 것인지 아닌지는 확실치 않다.
어류는 아마도 산호처럼 보이는 멍게(영어: sea squirt)와 비슷한 생명체에서 진화한 것으로 보인다. 왜냐하면 이들의 유충이 원시어류와 중요한 여러 방면에서 비슷하기 때문이다. 어류의 첫 번째 조상들은, 어쩌면 그 반대일지도 모르지만, 아마도 약간의 현존하는 멍게들이 지금도 하고 있는 유형성숙을 했을 것으로 보인다.

## 특이한 물고기들
- 거꿀치라는 물고기는, 거꾸로 서는 행동을 종종 해서 그런 이름이 붙여졌다.

## 인간에게의 중요함

### 경제적 중요함
크로마뇽인들은 뼈로 낚시 바늘과 작살을 만들었다. 이로써 이들은 새로운 식량인 물고기를 이용할 수 있게 되었다.

## 보호

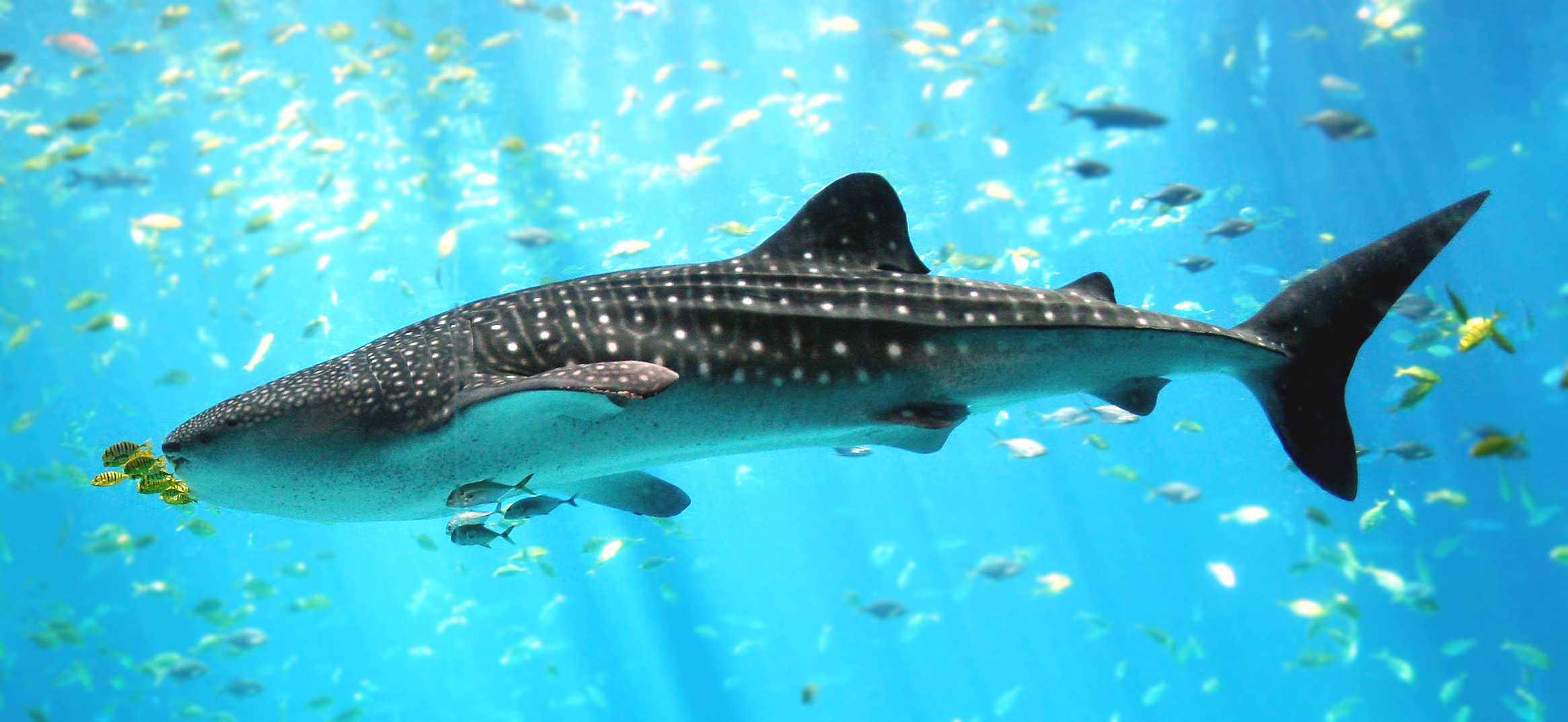
세상에서 가장 거대한 물고기인 고래상어가 취약종으로 분류되었다.

2006년도 국제 자연 보전 연맹의 적색 목록은 1,173종의 어류를 멸종 위기 목록에 등재하였다.

포함된 종은 대서양대구(영어: Atlantic Cod), 데빌의 구멍 홉피쉬(영어:Devil's Hole Pupfish), 실러캔스(영어: coelacanth), 그리고 백상아리와 같다. 어류들이 물 아래에서 살기 때문에, 이들은 육지동물들이나 식물들보다 연구하기가 더 어렵고, 어류의 개체수에 대한 정보들도 보통 부족하다. 그러나 민물고기들은 상대적으로 적은 용적의 물 안에 살기 때문에, 확실히 위기에 처해있는 것으로 보인다. 예를 들면 데빌의 구멍 홉피쉬는 오직 하나의 3*6(m)의 웅덩이에서만 살고있을 뿐이다.

### 남획
남획은 대구(영어: cod)와 참치(영어: tuna)와 같은 식용 생선들에게 주된 위험이다. 남획은 살아남은 물고기들이 잡힌 물고기들을 대체할만한 어린 새끼들을 충분히 생산할 수 없기 때문에, 점차 스탁(영어: stock)이라고 알려져 있는 양식 개체군 동태론에서의 붕괴의 이유가 되고 있다. 이러한 상업적 멸절이 종의 멸종을 의미하는 것은 아니며, 다만 양식업을 지속할 수는 없다는 뜻이다.
하나의 양식업 붕괴의 잘 연구된 사례는 캘리포니아 해안에서 이루어지는 학명 Sadinops sagax caerulues인 태평양 정어리의 양식업이다. 이 물고기의 어획량은 1937년도에 나타났던 790,000톤의 최고치로부터 1968년에는 24,000톤으로까지 지속적으로 줄어들었고, 그 해를 마지막으로 더 이상 경제적으로 실용적이지 못하게 되었다.
양식학(영어: fisheries science)과 양식업(영어: fishing industry)사이의 주된 갈등은 두 집단이 집중어획을 위한 양식업의 복원력(영어: resiliency)에 대해 다른 견해를 가졌다는 사실이다. 다른 한편으로는 과학자들과 자원보호론자(영어: conservationist)들이, 많은 스탁들이 50년안에 사라질 수 있다고 경고하면서, 긴급한 보호를 위한 압력을 가한다.

### 서식지 파괴
민물에서 그리고 바다의 생태계에 압박을 주는 중요 요인들은 수질오염, 댐의 건설, 인간이 쓰기위한 물의 제거 그리고 새로운 종들의 소개등을 포함한 서식지의 붕괴이다. 서식지 붕괴 때문에 위험에 처한 물고기의 하나의 예는 철갑상어(영어: pallid sturgeon)이다. 이 물고기는 북아메리카의 민물에 사는데 인간활동에 의해 피해를 입은 강들에 서식한다.

### 특이종
외래종은 수많은 서식지로부터 들어왔다. 가장 잘 연구된 본보기 가운데 하나는 1960년에 빅토리아 호수에 방류된 나일파치(영어: Nile perch)이다. 나일 퍼치는 점진적으로 그 호수에 살고 있던 500마리 정도의 토종 시클리드들을 근절시켰다. 이들 가운데 몇몇은 지금 인공 사육 프로그램에 의해 생존해 있지만, 다른 종들은 아마도 멸종한 것으로 보인다. 잉어, 가물치과,, 틸라피아, 유럽농어, 브라운 송어, 무지개 송어, 그리고 바다 칠성장어들은 선취특권환경들에 들어감으로써 문제를 일으킨 물고기들의 다른 예이다.

## 물고기를 소재로 한 작품

### 만화
- 공포의 물고기
- 조의 영역

### 영화
- 물고기 파닥파닥
- 벼랑 위의 포뇨
- 니모를 찾아서
- 인어공주
- 도리를 찾아서
- 피라냐 (1978년 영화)
- 피라냐 3DD
- 죠스 (영화)
- 더블 샤크
- 딥 블루 씨
- 변종샤크
- 새미의 어드벤쳐
- 새미의 어드벤쳐 2

### 책
- 노인과 바다

## 문화

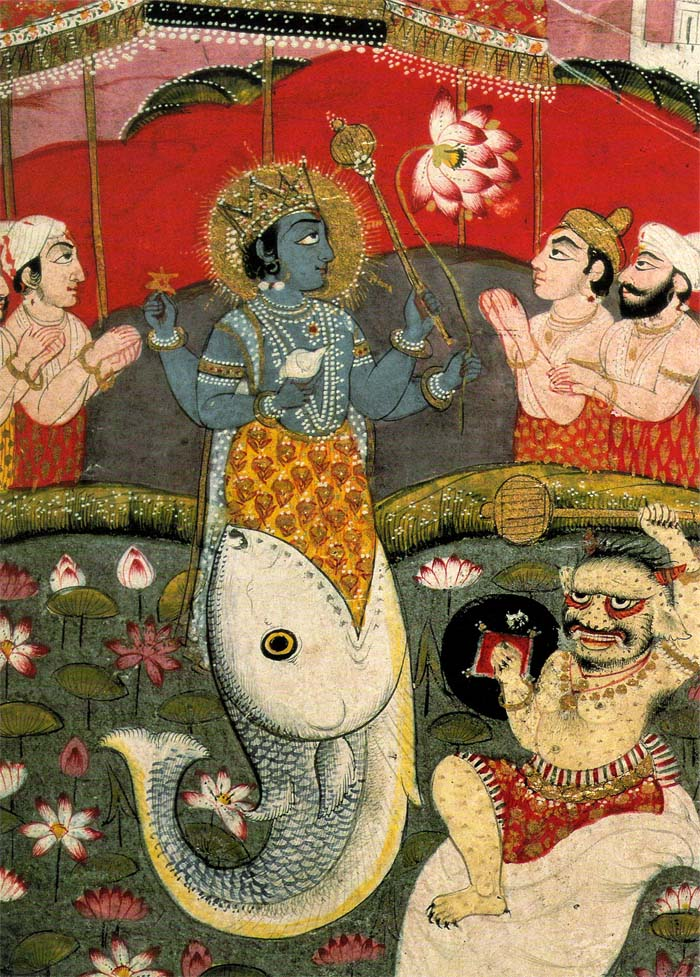
인어의 모습을 한 비슈누의 아바타라

요나서(영어: Book of Jonah)에서는 한 거대한 물고기가 예언자인 요나를 집어삼킨다. 반인 반어의 전설들은 한스 크리스티안 앤더슨의 이야기들에서, 또 스플래시와 같은 영화의 스토리들에서 나타났다. (인어를 참조하라)
물고기의 모습을 했다고 전해 내려오는 신들에는 폴리네시아의 이카-로아, 다양한 고대의 셈족에게서 전해져오는 다곤, 하와이의 상어-신들, 그리고 인도의 드라비다에 나오는 메스야(영어: Matsya)가 있다.
어류는 다양한 다른 방법으로 상징적으로 사용되어 왔다. 예를 들자면 익투스는 초기 기독교인들에게, 벵갈인 사이에서 비옥함의 상징인 물고기를 통해, 그들 스스로를 확인하는 방법으로 사용되었다.

에스토니아의 나바의 문장

물고기는 니모를 찾아서와 같은 영화들에서, 혹은 노인과 바다와 같은 책들을 통해서 예술과 문학분야에서 눈에 띄게 보인다. 특히 상어와 같은 거대한 물고기들은 자주 공포영화와 스릴러물의 주제가 되어왔다. 가장 유명한 것은 소설 죠스인데 이것은 뒤이어, 상어이야기, 가물치의 공포(영어: Snakehead Terror), 그리고 1978년도 영화 피라냐와 같은 '비슷한 영화와 패러디 작품들을 만들어냈던, 영화 죠스와 같은 후속작들로 이어졌다.
불교의 기호인 애쉬타망갈라(영어: Ashtamangala)의 기호속에서, 산스크리트어로 메스야라고 불리는 금붕어는 윤회(영어: samsara)안에서 해로움이 없는 대양으로 인지되며, '부처의 눈들' 혹은 '자각의 눈'으로 일컬어지는, 공포가 없는 부유 상태를 의미한다. 물고기는 고통의 윤회의 바다에서 빠져죽을 위험이 없는, 즉 공포가 없는 상태안에서, 또 마치 물고기가 헤엄치듯이 자유롭고 자발적으로 이 가르침에서 저 가르침으로 이주할 수 있는 상태로서 모든 살아있는 것들의 길조로 상징화된다.

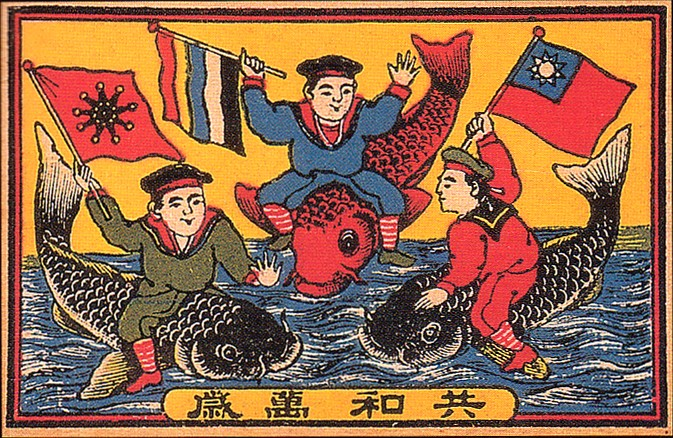
중화민국의 1920년대 포스터 안에 나오는 물고기를 타는 사람들

 물고기들은 힌두교, 자이나교 그리고 불교의 문화에서 뿐만 아니라, 익투스로서 처음 표명되었고, 특별히 사막에서 무리를 먹이심을 인용함으로써 기독교 교파들에서도 종교적인 상징성을 가진다. 불교의 다르마에서는 물고기는 물안에서 완전한 행동의 자유를 누림으로써 행복을 상징한다. 물고기들은 풍요와 풍부를 상징한다. 동양에서는 이따금씩 이들의 우아한 아름다움과 크기, 그리고 목숨으로 거룩하게 여겨지는 잉어(영어: carp)로서 그려지기도 한다.
캐나다의 도시명인 코퀴틀람, 영국 콜럼비아는 조그만 빨간 물고기를 뜻하는 해안 샐리쉬어군(영어: Salish)에서 왔다고 보이는 kwikwetlem이란 단어에서부터 유래한다.

## 용어

### 영어 환경
영어 낱말 물고기에는 물고기(Fish)와 물고기들(Fishes)이 있다. 영어에서 자주 상호 보환되게 쓰이고 있기는 하지만, 사실 Fish와 Fishes는 서로 다른 의미들을 가졌다. Fish는 하나의 단수 명사나 한 종에서부터 추출한 개체군들을 뜻하는 상황에서 사용된다. Fishes는 다른 어류 종들의 군을 뜻한다.

### 고기떼

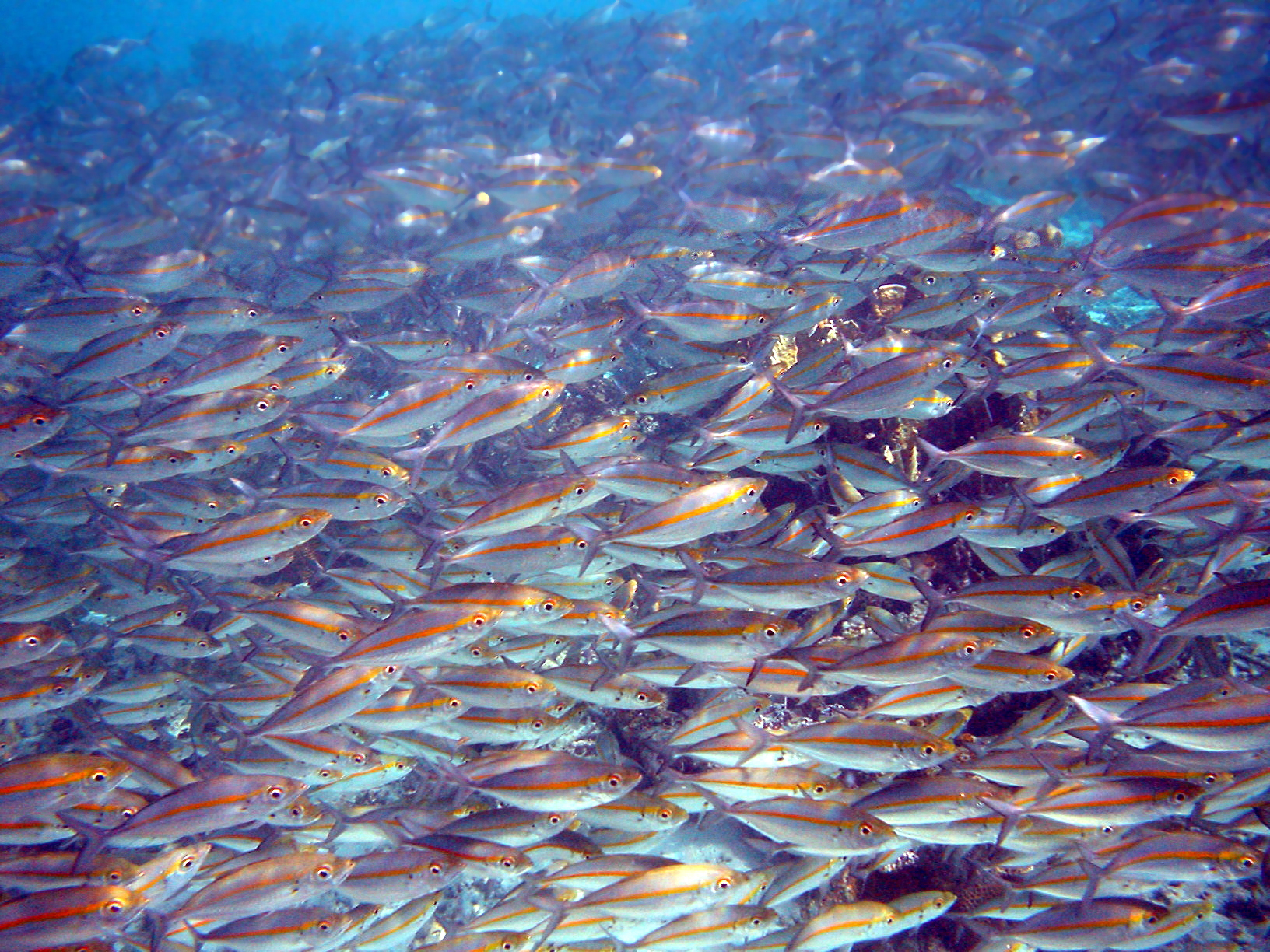
이 금줄박이 푸질리어들은 이들의 수영이 동조화되어있기 때문에 떼를 지어다니는 중이라 할 수 있다.

단지 식량이나 둥지의 장소들 같은 어떤 일정지역에 국한한 자원들을 사용하는 한무리의 어류의 집단은 간단하게 집합체(영어: aggregation)라고 알려져 있다. 물고기들이 서로 모여서 상호작용을 하고, 사회적인 군을 형성한다면, 그때에 그들은 그 유기적 구조의 정도에 따라서 떼(영어: shoal or school)를 형성하고 있는 것이다. shoal이란 각각의 물고기들이 서로 개별적으로 헤엄치고, 음식을 찾아다니는 등의 서로 약하긴 하지만, 군(영어: group)내의 다른 개체들에게 끌리고, 수영속도같은 이들의 움직임의 조정하는 구조를 가진 군(영어: group)이다. 물고기의 Schools 이란 수영에 있어서 훨씬 더 강한 구조를 지니게 되고, 동기화되어 있다. 따라서 모든 물고기들이 같은 속도와 같은 방향으로 움직일 수 있다. 이러한 떼를 이루는 행동은 다양한 이점들을 제공한다는 믿음이 있다.
예시:
- 시클리드들은 구애장소에서 집합(영어: aggregation)을 형성하며 모인다.
- 많은 연준모치무리들과 카라신들은 약한 떼(shoals)를 형성한다.
- 멸치, 청어, 그리고 실버사이드라 불리는 색줄멸과들은 강한떼(영어: school)를 형성하는 좋은 물고기의 예들이다.

강한떼나 약한떼들이 생물학에서는 다른 의미를 가지는 반면, 영국영어에서는 어떤 물고기의 떼이던지 그것을 묘사하기 위해 약한떼(영어: shoal)'라는 용어를 사용하는 반면, 미국 영어 사용자들 사이에서는 자주 강한떼(영어: school)라는 용어를 느슨하게 사용했듯이, 비 전공자들에게는 종종 유의어로 취급된다.

## 같이 보기
- 낚시
- 양식업
- 수족관
- 잡기와 방생
- 심해어
- 바닷물고기
- 민물고기
- 생선
- 해산물
- 관상어
- 어류학
- 해양생물학
- 해양척추동물
- 평형석 (어류의 나이를 측정하기 위해 사용되는 뼈)
- 해산물
- 무척추동물